# Mratinje
Mratinje (en serbe cyrillique : Мратиње) est un village de l'ouest du Monténégro, dans la municipalité de Plužine.

## Démographie

### Évolution historique de la population
| 1948 | 1953 | 1961 | 1971  | 1981 | 1991 | 2003 |
| ---- | ---- | ---- | ----- | ---- | ---- | ---- |
| 317  | 322  | 392  | 1 370 | 527  | 240  | 162  |